# Ministererlaubnis
Unter Ministererlaubnis versteht man im deutschen Wettbewerbsrecht die Entscheidung des Bundesministers für Wirtschaft und Energie (BMWE), einen vom Bundeskartellamt untersagten Unternehmenszusammenschluss dennoch zu erlauben.

## Allgemeines
Unternehmenszusammenschlüsse sind nach den §§ 35 ff. GWB durch das Bundeskartellamt dann zu untersagen, wenn dadurch eine marktbeherrschende Stellung entsteht oder verstärkt wird. Eine Untersagung ist nach § 36 Abs. 1 Halbsatz 2 GWB nur dann nicht möglich, wenn durch den Zusammenschluss auch „Verbesserungen der Wettbewerbsbedingungen eintreten und diese die Nachteile der Marktbeherrschung überwiegen“. Das Gesetz geht allgemein davon aus, dass sich durch Marktbeherrschung eine Verschlechterung der Wettbewerbsbedingungen ergibt, so dass die Ausnahmeregelung des § 36 Abs. 1 Halbsatz 2 GWB eine andere Entscheidung des Bundeskartellamts ermöglicht. Liegt eine Wettbewerbsbeschränkung vor – und der Nachweis einer überwiegenden Wettbewerbsverbesserung kann nicht geführt werden – ist ein Zusammenschluss zu untersagen. Damit hat der Gesetzgeber dem Bundeskartellamt klare wettbewerbsrechtliche Vorgaben erteilt, an die es bei seinen verwaltungsrechtlichen Entscheidungen gebunden ist.

## Grundlage der Ministererlaubnis
Die Ministererlaubnis greift als Ausnahmevorschrift in diesen rein wettbewerbsrechtlichen Entscheidungsprozess des Bundeskartellamts ein, indem sie Kriterien heranzieht, die außerhalb des Wettbewerbsrechts angesiedelt sind. Eine Ministererlaubnis setzt sich über die kartellrechtliche Entscheidung des Bundeskartellamts hinweg und muss auf den Kriterien beruhen, die in § 42 Abs. 1 GWB abschließend aufgezählt sind. Danach kann der Bundesminister für Wirtschaft und Energie auf Antrag die Erlaubnis zu einem vom Bundeskartellamt untersagten Unternehmenszusammenschluss erteilen, wenn
- gesamtwirtschaftliche Vorteile des Zusammenschlusses die Wettbewerbsbeschränkung aufwiegen oder
- ein überragendes Interesse der Allgemeinheit den Zusammenschluss rechtfertigt.

Einschränkend verlangt das Gesetz, dass die ministerielle Erlaubnis nur erteilt werden darf, wenn durch das Ausmaß der Wettbewerbsbeschränkung die marktwirtschaftliche Ordnung nicht gefährdet wird.
Die beiden genannten Voraussetzungen beinhalten unbestimmte Rechtsbegriffe wie „gesamtwirtschaftliche Vorteile“ und „Interesse der Allgemeinheit“, deren Inhalt durch Auslegung zu ermitteln ist. Beide Rechtsbegriffe betreffen das Gemeinwohl, das außerhalb des Wettbewerbsrechts liegt. Die beiden Rechtsbegriffe „setzen in jedem Fall voraus, dass der Zusammenschluss nicht nur den beteiligten Unternehmen nützt, sondern dass ein allgemeiner staats-, wirtschafts- oder gesellschaftspolitischer Rechtfertigungsgrund für den Zusammenschluss vorliegt“. Die Erlaubnis darf nur erteilt werden, wenn die anderweitigen staats-, wirtschafts- oder gesellschaftspolitischen Gründe im Einzelfall großes Gewicht haben, konkret nachgewiesen sind und wenn wettbewerbskonforme Abhilfemaßnahmen des Staates nicht möglich sind. Die Interessen der am Zusammenschluss beteiligten Unternehmen sind im Zusammenhang mit den gesamtwirtschaftlichen Vorteilen des Zusammenschlusses nur erheblich, wenn und soweit sie mit dem öffentlichen Interesse an der ausnahmsweisen Zulassung von Marktbeherrschung durch Zusammenschluss übereinstimmen. Damit will diese Bestimmung anerkennen, dass es aufgrund einer besonderen Entscheidungssituation oder einer besonderen Sachlage angezeigt sein kann, Ausnahmen zuzulassen. Der Minister ist an die Untersagungsentscheidung des Bundeskartellamts gebunden und darf nur durch Abwägung dessen Entscheidung mit den von ihm festgestellten Tatbestandsmerkmalen des § 42 Abs. 1 GWB gewichten.

### Formelle Voraussetzungen
Das Bundeskartellamt muss durch schriftliche Verfügung eine Untersagung ausgesprochen haben und mindestens ein an dem geplanten Zusammenschluss beteiligtes Unternehmen muss innerhalb eines Monats nach Zustellung einen Antrag auf Ministererlaubnis stellen. Im Ministererlaubnisverfahren gilt das BMWE wie das Bundeskartellamt als Kartellbehörde. Das Verfahren der Ministererlaubnis richtet sich daher nach dem Verfahrensrecht der §§ 54 ff. GWB.

### Materielle Voraussetzungen
Materielle Voraussetzung ist ein öffentliches Interesse an dem untersagten Zusammenschluss. Neben den beiden alternativen Voraussetzungen des GWB ist auch die Wettbewerbsfähigkeit der beteiligten Unternehmen auf Märkten außerhalb Deutschlands zu berücksichtigen (§ 42 Abs. 1 Satz 2 GWB). Die Erlaubnis kann nach § 42 Abs. 2 GWB mit Bedingungen und Auflagen versehen werden. Das Verfahren der Ministererlaubnis beginnt mit einem Gutachten der Monopolkommission (§ 42 Abs. 4 GWB), an deren Feststellungen der Minister jedoch nicht gebunden ist.

## Geschichte
Das GWB sah bei seinem Inkrafttreten im Januar 1958 keine Ministererlaubnis vor. Sie wurde erst im August 1973 zusammen mit Vorschriften über die Fusionskontrolle in das geänderte GWB eingefügt. Die Ministererlaubnis sollte die Kritiker der Fusionskontrolle beruhigen und als Korrektiv für die noch nicht absehbaren Auswirkungen der Kontrollvorschriften dienen. Bereits im Januar 1974 gab es die erste Ministerentscheidung im Falle VEBA/Gelsenberg, die erteilt wurde. Im Juni 1975 lehnte das Ministerium im Falle VAW/Kaiser/Preussag den gestellten Antrag ab. Im Dezember 1981 erteilte es die Genehmigung zur Fusion von IBH-Holding und Wibau, im September 1989 wurde die Fusion Daimler-Benz/MBB-ERNO mit Auflagen genehmigt, der Zusammenschluss zwischen Kali und Salz AG und der Potash Corporation of Saskatchewan wurde hingegen im Juli 1997 abgelehnt. E.ON/Ruhrgas AG wurde im September 2002 mit Auflagen genehmigt.
Umstritten war auch der Fall Edeka/Kaiser’s Tengelmann, deren Fusion im März 2016 gegen Auflagen genehmigt wurde. In diesem Fall setzte das Oberlandesgericht Düsseldorf in einer Eilentscheidung die von Sigmar Gabriel erteilte Ministererlaubnis für die Übernahme von Kaiser’s Tengelmann durch Edeka am 12. Juli 2016 zunächst außer Kraft, indem es feststellte: „Die Erlaubnis erweise sich schon nach einer vorläufigen Prüfung im Eilverfahren als rechtswidrig.“
Insgesamt gab es 23 Anträge auf Ministererlaubnis (Stand: 5. Dezember 2021), von denen 10 erteilt wurden.

## Rechtsfolgen
Erteilt der Minister eine Erlaubnis, so stellt diese einen Verwaltungsakt dar, der nach § 63 Abs. 1 GWB als Verfügung einer Kartellbehörde durch den Rechtsbehelf der Beschwerde angegriffen werden kann. Wie sich aus einem Umkehrschluss aus § 64 Abs. 1 GWB ergibt, hat die Beschwerde keinen Suspensiveffekt. Daher kann die Beschwerde mit dem Eilantrag nach § 65 Abs. 3 GWB verbunden werden, die aufschiebende Wirkung der Beschwerde ganz oder teilweise anzuordnen. Die Ministererlaubnis ist kein Akt politischen Ermessens, sondern – bei einem weiten Beurteilungsspielraum in der Feststellung der Gemeinwohlvorteile – ein rechtlich gebundener Verwaltungsakt.
Eine Ministererlaubnis darf erteilt werden, wenn der betreffende Zusammenschluss zur Erreichung der Gemeinwohlbelange erforderlich ist – daran fehlt es, wenn ein geeigneter alternativer Erwerber zur Verfügung steht, bei dem aller Voraussicht nach weniger gravierende Wettbewerbsnachteile zu erwarten sind. Nach § 63 Abs. 4 GWB ist für die Beschwerde und den Eilantrag das für den Sitz des Bundeskartellamts zuständige Oberlandesgericht zuständig. Da das Bundeskartellamt in Bonn sitzt und das Land Nordrhein-Westfalen durch Verordnung die Zuständigkeit für Kartellsachen der Oberlandesgerichte dem Oberlandesgericht Düsseldorf zugewiesen hat, ist dieses Gericht zuständig. Das Gericht prüft nicht nur die Rechtmäßigkeit, sondern auch etwaige Ermessensfehler dieser ministeriellen Ermessensentscheidung. Hingegen ist nach § 71 Abs. 5 Satz 2 GWB die Würdigung der gesamtwirtschaftlichen Lage und Entwicklung der gerichtlichen Nachprüfung entzogen. Gegen die Entscheidungen des Oberlandesgerichts zu Beschwerde und Eilantrag ist entweder die Rechtsbeschwerde nach § 74 Abs. 1 GWB oder die Nichtzulassungsbeschwerde nach § 75 Abs. 1 GWB zum Bundesgerichtshof möglich.
Die aufschiebende Wirkung der Beschwerden gegen die Ministererlaubnis wurde durch das OLG Düsseldorf im Falle Edeka/Tengelmann am 12. Juli 2016 angeordnet, weil es u. a. die Besorgnis der Befangenheit bei Minister Sigmar Gabriel sah, da er aus Sicht des OLG während der entscheidenden Phase des Verfahrens Hintergrundgespräche geführt haben soll, deren Inhalt weder aktenkundig gemacht noch im Beschwerdeverfahren offengelegt worden sind.

## Kritik
Die Ministererlaubnis soll Zielkonflikten zwischen reinem Wettbewerbsschutz und übergeordneten politischen Zielen entgegenwirken. Sie sei jedoch eine sehr vage Generalklausel, die den Grundsätzen der rechtsstaatlichen Bestimmtheit widerspreche. Sie gelte als Wirtschaftslenkung und eine Ausprägung des staatlichen Dirigismus, ein Mittel der „Mikro-Steuerung“ wirtschaftlicher Vorgänge. Kritiker sahen auch die Autorität des Bundeskartellamts untergraben, weil betroffene Unternehmen darauf hoffen könnten, die Genehmigung durch den Minister dennoch zu erlangen. Die Ministererlaubnis setzt sich über behördliche Entscheidungen, die aufgrund kartellrechtlicher Wertungen getroffen wurden, durch diffuse Gemeinwohlargumente hinweg. Bei den bisherigen Ministererlaubnissen ist nämlich nicht zwischen beiden Rechtsbegriffen differenziert worden, sondern sie haben nur den Gemeinwohlvorteil geprüft. Gegenstimmen halten die Ministererlaubnis für ein industriepolitisches Korrektiv, durch das übergeordnete volkswirtschaftliche Aspekte berücksichtigt werden, die bei rein wettbewerblicher Sichtweise nicht hinreichend zum Ausdruck kommen.